# 2.º Prêmio Vladimir Herzog
Esta é uma lista com os ganhadores do 2.° Prêmio Vladimir Herzog (1980).

## Categoria

### Fotografia
| Veículo de mídia                                                                                     | Autor                | Obra                         | Resultado |
| --- | -------------------- | ---------------------------- | --------- |
| Agência F4 – São pauo – SP (publicada pelas revistas Veja e Isto É)                                  | Eduardo Ekman Simões | Incidentes na Freguesia do Ó | Premiada  |
| Cooperativa dos Jornalistas de São Paulo – Jornacoop (publicada no Jornal da Tarde – São Paulo – SP) | Roberto Faustino     | Repressão no ABC             | Premiada  |

### Jornal
| Veículo de mídia                          | Autor                                                      | Obra | Resultado      |
| ----------------------------------------- | ---------------------------------------------------------- | --- | -------------- |
| ABC – Assunção – Paraguai                 | Alcibíades Gonzales Delvalle                               | Série: Conflitos de terra em Carayó, Paraguai                                                                                                | Premiada       |
| Diário da Manhã – Goiânia – GO            | Antonio Carlos Fon, Marta Regina de Souza e Guarabyra Neto | série: sobre os desaparecidos políticos | Premiada       |
| Folha de S. Paulo – São Paulo – SP        | Clóvis Rossi                                               | Série: sobre o Cone Sul | Premiada       |
| Solidariedade – Chile                     | Equipe                                                     | Boletim informativo do Arcebispo de Santiago do Chile                                                                                        | Premiada       |
| Movimento – São Paulo – SP                | Equipe                                                     | Conjunto: “O sequestrador de D. Hipólito” e “Morte do operário Santos Dias da Silva”                                                         | Premiada       |
| O São Paulo – São Paulo – SP              | Jaime Wright                                               | Os porões do cone sul | Premiada       |
| Denúncia – Argentina                      | Equipe                                                     | Sem título | Premiada       |
| Coojornal – Porto Alegre – RS             | Licínio Azevedo                                            | O amargo regresso – valeu a pena voltar? | Premiada       |
| Resistência – Belém – PA                  | Luiz Maklouf                                               | Conjunto: “Granada do exército mata e mutila lavradores” e “Olha o passarinho”                                                               | Premiada       |
| Gazeta do Oeste – Mossoró – RN            | Paulo Afonso Linhares                                      | O mão branca e Interesses do poder | Premiada       |
| Folha de S. Paulo – São Paulo – SP        | Paulo César Araújo e Valério Meinel                        | Série: A baixada da violência | Premiada       |
| Tribuna da Imprensa – Rio de Janeiro – RJ | Sérgio Macedo                                              | Codi-Doi também matou Sonia | Premiada       |
| ABCD – SP                                 | Equipe                                                     | Conjunto: por continuar as publicações oficiais dos sindicatos dos metalúrgicos de São Bernardo do Campo e Diadema no período de intervenção | Menção honrosa |

### Rádio
| Veículo de mídia                                                                | Autor                                          | Obra                                 | Resultado |
| ------------------------------------------------------------------------------- | ---------------------------------------------- | ------------------------------------ | --------- |
| Rádio Gaúcha – Porto Alegre – RS                                                | Eduardo Meditsch, Robson Barenho e João Garcia | Flávia Livre                         | Premiada  |
| Rádio Bandeirantes – São Paulo – SP                                             | Equipe                                         | Programa Perspectiva                 | Premiada  |
| Rádio Capital – São Paulo – SP                                                  | Equipe, com destaque para Ony Nogueira         | Libertação de Flávia Schiling        | Premiada  |
| Rádio BBC – Londres – Inglaterra (transcrita pelo O São Paulo – São Paulo – SP) | Jan Rocha                                      | Nas minas da Bolívia                 | Premiada  |
| Rádio Ribeirão Preto – Ribeirão Preto – SP                                      | João Wilson Toni                               | Sevícias na delegacia de Sertãozinho | Premiada  |

### Reportagem de TV
| Veículo de mídia             | Autor                                                        | Obra                         | Resultado |
| ---------------------------- | ------------------------------------------------------------ | ---------------------------- | --------- |
| TV Guaíba – Porto Alegre -RS | Anilson Costa e Márcia Torres                                | Flávia Schiling              | Premiada  |
| TV Globo – São Paulo – SP    | Carlos Nascimento e Reinaldo Cabreira                        | Rebelião no presídio         | Premiada  |
| TV Globo – São Paulo – SP    | Rodolfo Gamberini e Adão Macieira (repórter cinematográfico) | Indigente preso e assasinado | Premiada  |